# Cursor (éditeur de code)
 (avril 2025).
 (avril 2025).
Cursor est un éditeur de code  basé sur de l'intelligence artificielle (IA) pour Windows, macOS et Linux, conçu pour améliorer la productivité des développeurs. Il est à l'origine un fork de Visual Studio Code , enrichi des fonctionnalités d'IA supplémentaires telles que la génération de code, les réécritures intelligentes et des suggestions intelligentes. Cursor est un logiciel propriétaire développé par Anysphere Inc, un laboratoire de recherche dans la construction de systèmes d'IA.

## Caractéristiques
Cursor intègre une vaste gamme de fonctionnalités basées sur des grands modèles de langage, facilitant la manipulation de texte grâce à des outils d'auto-complétion et de requête conversationnelle.
- Génération de code : Cursor permet aux développeurs d'écrire du code à l'aide d'instructions en langage naturel. En fournissant des invites simples, les utilisateurs peuvent générer ou mettre à jour des classes ou des fonctions entières, simplifiant ainsi le processus de développement[2].
- Prédiction de code : L'éditeur prédit les prochaines modifications de code. Cette fonctionnalité facilite le développement rapide en anticipant les besoins du développeur[3].
- Compréhension du code : Cursor peut comprendre et fournir des informations sur l'ensemble de la base de code. Les développeurs peuvent interroger l'agent Cursor sur l'ensemble du projet en langage naturel pour récupérer des informations ou faire référence à des fichiers et à de la documentation spécifiques, améliorant ainsi la compréhension du code[4].
- Réécritures intelligentes : L'éditeur offre des capacités de réécriture intelligente, permettant aux utilisateurs de mettre à jour plusieurs lignes de code simultanément. Cette fonctionnalité est particulièrement utile pour refactoriser et implémenter efficacement des modifications en masse[5].
- Compatibilité des extensions : En tant que fork de Visual Studio Code, Cursor prend en charge l’intégration d’extensions, de thèmes et de raccourcis clavier existants. Cette compatibilité garantit que les développeurs peuvent conserver leurs habitudes de travail préférées[6].

## Histoire
Anysphere a été fondée en 2022 par Sualeh Asif, Arvid Lunnemark, Aman Sanger et Michael Truell, quatre amis qui se sont rencontrés pendant leurs études au MIT.
En 2023, la première version de Cursor est lancée. Peu de temps après, ils lèvent 8 millions de dollars de financement d'amorçage, apporté par le fonds de startups d'OpenAI.
En août 2024, Anysphere a levé 60 millions de dollars lors d'un tour de financement mené par Andreessen Horowitz, valorisant l'entreprise à 400 millions de dollars.
En novembre 2024, Anysphere a annoncé avoir acquis l'assistant de développement IA Supermaven.
En janvier 2025, Thrive Capital et Andreessen Horowitz ont mené un tour de financement de série B. 105 millions de dollars ont été levés, ce qui a valorisé l'entreprise à 2,5 milliards de dollars.

## Confidentialité et sécurité
Cursor offre des options de confidentialité, notamment un mode de confidentialité dans lequel le code de l'utilisateur n'est jamais stocké à distance. La plateforme est certifiée SOC 2, garantissant le respect des pratiques de sécurité standard du secteur.

## Communauté et adoption
Cursor a attiré l’attention d’entreprises telles que Shopify, OpenAI et Instacart. Les ingénieurs ont constaté de grandes améliorations  du flux de travail, citant l'intégration intuitive de l'IA de l'éditeur et l'efficacité de la génération et de l'édition de code.

## Comparaison avec d'autres éditeurs de code AI
Par rapport à d'autres éditeurs de code basés sur l'IA, comme GitHub Copilot, Cursor offre une intégration complète dans son environnement autonome, avec des options de personnalisation avancées. Bien que les deux outils visent à améliorer l’efficacité du codage, le choix entre eux peut dépendre des préférences individuelles en matière d’intégration et de flux de travail.